# Beaune-sur-Arzon
Beaune-sur-Arzon ist eine französische Gemeinde mit 217 Einwohnern (Stand 1. Januar 2022) im Département Haute-Loire in der Region Auvergne-Rhône-Alpes (vor 2016 Auvergne). Sie gehört zum Arrondissement Le Puy-en-Velay und zum Kanton Plateau du Haut-Velay granitique.

## Geographie
Beaune-sur-Arzon liegt im Zentralmassiv, etwa 25 Kilometer nordnordwestlich von Le Puy-en-Velay in der Naturlandschaft Emblavès (auch Emblavez geschrieben) am Arzon.

### Nachbargemeinden
Die Nachbargemeinden von Beaune-sur-Arzon sind Jullianges im Westen und Norden, Craponne-sur-Arzon im Norden und Nordosten, Saint-Georges-Lagricol im Osten, Chomelix im Süden sowie Félines im Südwesten und Westen.

## Bevölkerungsentwicklung
| Jahr                       | 1962 | 1968 | 1975 | 1982 | 1990 | 1999 | 2006 | 2011 | 2020 |
| Einwohner                  | 296  | 277  | 239  | 213  | 205  | 189  | 203  | 215  | 207  |
| Quellen: Cassini und INSEE |      |      |      |      |      |      |      |      |      |

## Sehenswürdigkeiten
- Kirche Saint-Julien-de-Brioude